# Lekujona (Gali)
Lekujona (en georgiano: ლეკუხონა) o Alakumhara (en abjasio: Алакәымҳара) es un pueblo que pertenece a la parcialmente reconocida República de Abjasia, dentro del distrito de Gali, aunque de iure es parte del municipio de Gali de la República Autónoma de Abjasia de Georgia.

## Geografía
Lekujona está situada 30 km al noreste de Gali. Limita con Gumurishi (distrito de Tkvarcheli) en el norte; Saberio en el oeste y al sur; y el pueblo de Dijazurga en el sur. Al otro lado del río Eristskali se encuentran el pueblo de Kalagali, en la región de Mingrelia-Alta Esvanetia de Georgia. Las aldeas de Lecharaie y Zhirgalishka están bajo la administración del pueblo.

## Historia
Lekujona fue en el pasado parte de la región histórica georgiana de Mingrelia y desde el siglo XVII de Samurzakán. Después del establecimiento de la Unión Soviética, la aldea formó parte de la RASS de Abjasia dentro del distrito de Gali. En este periodo casi toda la población era de nacionalidad georgiana.
Durante la guerra de Abjasia en 1992-1993, la aldea estuvo controlada por las tropas del gobierno georgiano y, después de los combates, la población quedó bajo el dominio separatista de Abjasia.
Según los acuerdos de Moscú de 1994 sobre el alto el fuego y la división de las partes beligerantes, el distrito de Gali se integró en la zona de amortiguamiento, donde la seguridad de las fuerzas de paz de la CEI se ocupaba de la seguridad dentro de la misión UNOMIG. Las fuerzas de paz abandonaron Abjasia después de que Rusia reconociera su independencia en 2008. 
A principios de 2011, toda la frontera con Georgia en el pueblo, incluida la carretera a Mujava, estaba cerrada y rodeada por una valla doble de más de dos metros de altura con alambre de púas.

## Demografía
La evolución demográfica de Lekujona entre 1989 y 2011 fue la siguiente:
| 337                                                 | 514 |
| (Fuente: Population of Abkhazia since Soviet times) |     |

La población ha aumentado tras la guerra de Abjasia pero su composición no ha variado, siendo inmensamente mayoritarios los georgianos étnicos.
|              | 2011      | 2011       |
| Grupo étnico | Población | Porcentaje |
| ------------ | --------- | ---------- |
| Georgianos   | 512       | 99,6%      |
| Abjasios     | 1         | 0,2%       |
| Rusos        | 0         | 0%         |
| Total        | 514       | 100%       |